# Brucella
Brucella is een genus van gramnegatieve aerobe bacteriën, genoemd naar David Bruce (1855-1931). Het zijn kleine (0,5 tot 0,7 bij 0,6 tot 1,5 µm), geflagelleerde, facultatief intracellulaire coccobacillen. Brucella komt voor in het urogenitaalstelsel van runderen, varkens, schapen en geiten en ook honden.
Brucella is de veroorzaker van brucellose, een zoönose. Het wordt overgedragen door het opnemen van besmet voedsel (zoals ongepasteuriseerde melkproducten), direct contact met een geïnfecteerd dier, of inhaleren van aerosols. Transmissie van mens tot mens, bijvoorbeeld door seksueel contact of van moeder naar kind wordt zeldzaam, maar niet onmogelijk geacht.